# Турдимуратов, Бабамурат
Бабамурат Турдимуратов — советский хозяйственный, государственный и политический деятель, Герой Социалистического Труда.

## Биография
Родился в 1909 году на территории нынешнего Джаркурганского района Сурхандарьинской области Узбекистана. Член КПСС с 1945 года.
С 1925 года — на хозяйственной, общественной и политической работе. В 1925—1971 гг. — крестьянин, издольщик, колхозник, председатель колхоза «Коммунизм» Шаартузского района Таджикской ССР.
Указом Президиума Верховного Совета СССР от 3 апреля 1965 года присвоено звание Героя Социалистического Труда с вручением ордена Ленина и золотой медали «Серп и Молот».
Избирался депутатом Верховного Совета Таджикской ССР 6-го и 7-го созывов.
Умер в 1993 году.